# Rietschen
Rietschen (en sorabo Rěčicy) es un municipio situado en el distrito de Görlitz, en el estado federado de Sajonia (Alemania), a una altitud de 150 metros. Su población a finales de 2016 era de unos 2600 habs. y su densidad poblacional, 35 hab/km².